# 疏花草绣球
疏花草绣球（学名：Cardiandra moellendorffi var. laxiflora）为虎耳草科草绣球属下的一个变种。

## 扩展阅读
- 維基物種上的相關：疏花草绣球